# Lijst van bouwwerken van Jan Stuyt
Dit is een lijst van bouwwerken van architect Jan Stuyt (1868-1934).
Stuyt geldt als een van de belangrijkste Nederlandse kerkenbouwers van de 20e eeuw. Hij richt zich in eerste instantie op de neogotiek, maar ontwikkelde zich later richting de neoromaanse en neobyzantijnse stijl, met een grote belangstelling voor centraalbouw.
| Bouw                               | Naam                                                   | Plaats                   | Bijzonderheden                                                                      | Afbeelding |
| ---------------------------------- | ------------------------------------------------------ | ------------------------ | ----------------------------------------------------------------------------------- | ---------- |
| 1893                               | Kantoor steenfabriek                                   | Groenlo                  | gesloopt 1986                                                                       |            |
| 1894                               | woonhuis directeur schoenfabriek                       | Groenlo                  | 'Sonnevanck', ontwerp voor zus en zwager                                            |            |
| 1899-1900                          | Sint-Pancratiuskerk                                    | Sloten (Amsterdam)       | Eerste uitgevoerde ontwerp van Jan Stuyt                                            |            |
| 1902                               | Sint-Laurentiuskerk                                    | Ginneken (Breda)         | Gezamenlijk ontwerp met Jos Cuypers                                                 |            |
| 1902-1903                          | Antonius van Paduakerk                                 | Utrecht                  | Met Jos Cuypers                                                                     |            |
| 1905                               | Sint Jacobskerk                                        | 's-Hertogenbosch         | Met Jos Cuypers                                                                     |            |
| 1905                               | Woonhuis, Singel 6                                     | Bussum                   | In opdracht van fabrikant Bouvy                                                     |            |
| 1906                               | Sint-Willibrorduskerk                                  | Zeelst                   | Bouw van de toren bij de kerk van Carl Weber                                        |            |
| 1906-1908                          | Nieuwe Calixtuskerk met pastorie                       | Groenlo                  | Gezamenlijk met Jos Cuypers. Rijksmonument                                          |            |
| 1907                               | Sint-Gerardus Majellakerk                              | Weebosch                 |                                                                                     |            |
| 1907                               | Herengracht 14                                         | Purmerend                | Herenhuis met een erker op de begane grond en een verdiepingserker op de verdieping |            |
| 1907                               | Villa Maria, Herengracht 17                            | Purmerend                | Gemeentelijk monument                                                               |            |
| 1907                               | Herengracht 18                                         | Purmerend                | In samenwerking met Joseph Cuypers, pand is gemeentelijk monument                   |            |
| 1908                               | Sint-Jozefkerk                                         | Wijkeroog (Velsen-Noord) |                                                                                     |            |
| 1908                               | Sint-Clemenskerk                                       | Hulsberg                 | koor toegevoegd                                                                     |            |
| 1908                               | Kaiser Wilhelm-Schule                                  | Amsterdam                | Schoolgebouw met gymzaal, tegenwoordig basisschool De Kleine Reus                   |            |
| 1909                               | Kantoorgebouw Coöperatieve Centrale Boerenleenbank     | Eindhoven                | Horeca                                                                              |            |
| 1909                               | Woning bankdirecteur CCB                               | Eindhoven                |                                                                                     |            |
| 1909                               | voormalig woonhuis directeur Grolsche Bierbrouwerij    | Groenlo                  | "Adriana"                                                                           |            |
| 1909                               | Corneliuskerk                                          | Heerlen                  | Met Jos Cuypers                                                                     |            |
| 1910                               | Sint-Willibrorduskerk                                  | Berkel-Enschot           | Toren 1857, H.J. van Tulder                                                         |            |
| 1909-1910                          | Sint-Martinuskerk                                      | Beek                     | uitbreiding kerk met Jan Stuyt                                                      |            |
| 1910                               | Sint-Pancratiuskerk                                    | Castricum                |                                                                                     |            |
| 1911-1913                          | Stadhuis van Alkmaar                                   | Alkmaar                  | Restauratie                                                                         |            |
| 1911                               | Sint-Vituskerk                                         | Naarden                  |                                                                                     |            |
| 1911                               | Sint-Theobalduskerk                                    | Overloon                 | Verwoest in 1944                                                                    |            |
| 1911                               | Sint-Willibrorduskerk                                  | Klein-Zundert            | met Joseph Cuypers                                                                  |            |
| 1911                               | Voormalig raadhuis van Heemskerk                       | Heemskerk                | Uitgebreid in 1949                                                                  |            |
| 1911                               | Raadhuis                                               | Castricum                |                                                                                     |            |
| 1911                               | Raadhuis                                               | Tongelre                 |                                                                                     |            |
| 1912-1913                          | Sint-Josephkerk                                        | Bergen op Zoom           | Afgebroken in 1972                                                                  |            |
| 1912                               | Purmerends Museum (vm. raadhuis)                       | Purmerend                |                                                                                     |            |
| 1913                               | Johannes Vermeerstraat 27 en 29                        | Amsterdam                |                                                                                     |            |
| 1913-1915                          | Cenakelkerk                                            | Heilig Landstichting     | Met Jos Margry                                                                      |            |
| 1913-1914                          | Gregoriuskerk                                          | Terborg                  | Bestaande toren van Alfred Tepe geïntegreerd                                        |            |
| 1913                               | Heilig Hartkerk                                        | Groningen                | Kerk afgebroken in 1994, toren is behouden                                          |            |
| 1913                               | O.L.V. ter Noodkerk                                    | Heiloo-Kapel             |                                                                                     |            |
| 1913                               | Ambachtsschool                                         | Heerlen                  |                                                                                     |            |
| 1913                               | Complex De Eerste Stap                                 | Hoensbroek               | Woningen voor mijnwerkers                                                           |            |
| 1913-1938                          | Molenberg                                              | Heerlen                  | Ontwerp woonwijk en deel van de woningen                                            |            |
| 1914                               | uitbreiding Sint-Petrus en Pauluskerk                  | Schaesberg               | Koor en dwarspand van kerk                                                          |            |
| 1914-1916                          | Drukkerij C.N. Teulings (nu 'De Bindery', Emmaplein 2) | 's-Hertogenbosch         | Gemeentelijk monument en momenteel een appartementencomplex.                        |            |
| 1915                               | Sacramentskerk                                         | Kopenhagen               | Ontwerp uit 1899                                                                    |            |
| 1915-1916                          | Huis te Maarn                                          | Maarn                    |                                                                                     |            |
| 1915                               | Sint-Nicolaaskerk                                      | Zoetermeer               |                                                                                     |            |
| 1915                               | Maria Geboorte kerk                                    | Wormerveer               |                                                                                     |            |
| 1916-1917                          | Sint-Catharinakerk                                     | 's-Hertogenbosch         |                                                                                     |            |
| 1916-1917                          | Sint-Anthonius van Paduakerk                           | Eindhoven                | Afgebroken                                                                          |            |
| 1916                               | woonhuis burgemeester van Groenlo                      | Groenlo                  | "Huize Grol", tot 1964 ambtswoning                                                  |            |
| 1916                               | Sint-Bavokerk                                          | Harmelen                 |                                                                                     |            |
| 1917-1920                          | Tuindorp De Rozengaard                                 | Brunssum                 | Deels afgebroken in 1983                                                            |            |
| 1917-1918                          | O.L. Vrouwe van Altijddurende Bijstandkerk             | Mariaparochie            |                                                                                     |            |
| 1917                               | Sint-Laurentiuskerk                                    | Voerendaal               | Uitbreiding van bestaande kerk                                                      |            |
| 1918                               | Huizen Molenberglaan 73-75                             | Heerlen                  |                                                                                     |            |
| 1918                               | Huizen Molenberglaan 116-124                           | Heerlen                  | Bijzondere rij van 5 huizen.                                                        |            |
| 1918-1919                          | Aw Kolonie                                             | Geleen                   | 40 mijnwerkerswoningen, afgebroken in 1971                                          |            |
| 1918                               | Bloemwijk complex V /201                               | Alkmaar                  | 93 woningen en 3 winkel-panden (sociale huur)                                       |            |
| 1918                               | Bureau Gemeentepolitie                                 | Helmond                  | afgebroken 1965                                                                     |            |
| 1924                               | Bloemwijk complex VIII/204                             | Alkmaar                  | 79 woningen (sociale huur)                                                          |            |
| 1919-1922                          | Seminarie Hageveld                                     | Heemstede                |                                                                                     |            |
| 1919                               | O.L. Vrouwe Onbevlekt Ontvangenkerk                    | IJsselmuiden             |                                                                                     |            |
| 1920-1922                          | Vroedvrouwenschool                                     | Heerlen                  |                                                                                     |            |
| 1920                               | Sint-Agneskerk                                         | Amsterdam                |                                                                                     |            |
| 1921-1922                          | Heilige Familiekerk                                    | Den Haag                 |                                                                                     |            |
| 1921-1922, 1929-1930 (uitbreiding) | St Joseph-school                                       | Hillegom                 |                                                                                     |            |
| 1921-1924                          | Sint-Johannes de Doperkerk                             | Wierden                  |                                                                                     |            |
| 1921                               | Ciborium                                               | Brielle                  | Monument voor de Martelaren van Gorcum                                              |            |
| 1922-1924                          | Sint-Egbertuskerk                                      | Almelo                   |                                                                                     |            |
| 1922-1924                          | Gerardus Majellakerk                                   | Den Haag                 | Afgebroken in 1984                                                                  |            |
| 1923-1926                          | Gerardus Majellakerk                                   | Amsterdam                |                                                                                     |            |
| 1923                               | Margarita Maria Alacoquekerk                           | Egmond aan den Hoef      |                                                                                     |            |
| 1925-1927                          | Sint Trudokerk                                         | Zundert                  |                                                                                     |            |
| 1925-1926                          | Sint-Pancratiuskerk                                    | Geesteren                |                                                                                     |            |
| 1925                               | Sint-Elisabeth Ziekenhuis                              | Alkmaar                  |                                                                                     |            |
| 1925-1927                          | Sint-Willibrorduskerk                                  | Heiloo                   |                                                                                     |            |
| 1926                               | O.L. Vrouw Onbevlekt Ontvangenkerk                     | Koningsbosch             |                                                                                     |            |
| 1926-1928                          | Neboklooster                                           | Nijmegen                 |                                                                                     |            |
| 1926-1928                          | Elisabethziekenhuis                                    | Almelo                   |                                                                                     |            |
| 1926-1927                          | O.L. Vrouwe van Altijddurende Bijstandkerk             | Enschede                 | Toren naar ontwerp van Joh. Sluijmer toegevoegd in 1938                             |            |
| 1925-1927                          | Sint-Jozefkerk                                         | Hillegom                 |                                                                                     |            |
| 1927                               | Theresiahuis                                           | Hillegom                 |                                                                                     |            |
| 1928                               | O.L. Vrouwe Hemelvaartkerk                             | De Steeg                 |                                                                                     |            |
| 1928-1929                          | Sint-Bartholomeuskerk                                  | Zevenbergen              | Toren is herbouwd in 1950                                                           |            |
| 1929-1931                          | Heilig Hartkerk                                        | Breda                    | Transept en koor bij bestaande kerk uit 1900 van P.J. van Genk                      |            |
| 1930                               | Philosophicum (grootseminarie)                         | Warmond                  |                                                                                     |            |
| 1930                               | Onze Lieve Vrouwe ter Nood                             | Heiloo                   |                                                                                     |            |
| 1930-1931                          | Engelbewaarderskerk                                    | De Engel (Lisse)         |                                                                                     |            |
| 1931-1932                          | Johannes de Doperkerk                                  | Keijenborg               |                                                                                     |            |
| 1932                               | Sint-Nicolaaskerk                                      | Valkenswaard             |                                                                                     |            |
| 1933                               | Nederlands Instituut                                   | Rome - Italië            | Samen met Gino Cipriani                                                             |            |
| 1934                               | Kapel voor de Vroedvrouwenschool                       | Heerlen                  | Samen met Giacomo Stuyt                                                             |            |
| 1934                               | Pastorie bij Nieuwe Calixtuskerk                       | Groenlo                  | herbouw na brand in 1933 van bestaande pastorie uit 1908                            |            |

## Referentie
- Archimon - Architects: Jan Stuyt (1868-1934)
- JanStuyt.nl in het Internet Archief
- 020apps Amsterdam 1850-1940